# Реутов
Реутов (на руски: Реутов) е град, разположен в Московска област, Русия. Населението му към 1 януари 2018 е 103 779 души.